# Elecciones generales del Reino Unido de 2010
Las elecciones generales del Reino Unido de Gran Bretaña e Irlanda del Norte celebradas el jueves 6 de mayo de 2010 se realizaron con el objetivo de elegir a los 650 miembros de la Cámara de los Comunes, la cámara baja del Parlamento Británico que debía elegir un nuevo Primer ministro del Reino Unido.

## Antecedentes
El primer ministro, Gordon Brown, fue al Palacio de Buckingham el 6 de abril y pidió a la Reina disolver el Parlamento el 12 de abril, confirmando en una conferencia de prensa en vivo en Downing Street, como se había especulado, que la elección tendría lugar el 6 de mayo, cinco años transcurridos desde la elección anterior, el 5 de mayo de 2005. La elección tuvo lugar el 6 de mayo en 649 distritos electorales de todo el Reino Unido, bajo el sistema de first-past-the-post, por escaños en la Cámara de los Comunes. La votación en el distrito Thirsk y Malton fue aplazada durante tres semanas debido a la muerte de un candidato.
El gobernante Partido Laborista del Reino Unido había hecho campaña para asegurar un cuarto mandato consecutivo y para restaurar el apoyo perdido desde 2001. El Partido Conservador del Reino Unido intentó ganar una posición dominante en la política británica después de las pérdidas en la década de 1990, y para volver a entrar en el Gobierno Británico. Los Liberal Demócratas esperaban obtener ganancias de ambas partes y esperaba manejar el equilibrio de poder en un parlamento sin mayoría absoluta. Dado que los debates televisados fueron entre los tres líderes, sus índices de popularidad habían aumentado hasta tal punto que muchos consideraron la posibilidad de un papel del Partido Liberal Demócrata en el gobierno. Encuestas justo antes de la jornada electoral vieron una leve oscilación de los liberal-demócratas de nuevo a los laboristas y los conservadores, con la mayoría de las encuestas finales situando a los conservadores en el 36%, a los laboristas en el 29%, y los liberal-demócratas en el 23%. Sin embargo, un número récord de votantes indecisos elevaron la incertidumbre sobre el resultado. El Partido Nacional Escocés, animado por su victoria en las elecciones al Parlamento de Escocia de 2007, se fijó un objetivo de 20 diputados y tenía la esperanza de encontrar en sí la celebración de un equilibrio de poder. Del mismo modo, el Plaid Cymru buscaba ganancias en Gales. Los partidos más pequeños que habían tenido éxito en las elecciones locales y las elecciones europeas de 2009 (el Partido de la Independencia del Reino Unido, el Partido Verde de Inglaterra y Gales, o el Partido Nacional Británico) buscaron ampliar su representación en escaños en la Cámara de los Comunes. El Partido Unionista Democrático buscó mantener, si no extiender, su número de escaños, después de haber sido el cuarto mayor partido en la Cámara de los Comunes.

## Resultados
El Partido Conservador, liderado por David Cameron, se alzó con la victoria electoral tanto en voto popular como en escaños. Sin embargo, ninguno de los partidos obtuvo la mayoría absoluta en la Cámara de los Comunes. Esta situación apodada como hung parliament (parlamento colgado) no se generaba desde las elecciones generales de febrero de 1974.
Debido a esto los Conservadores de David Cameron se vieron obligados a formar una coalición de gobierno con los Liberal Demócratas. De esta manera, David Cameron pudo ser nombrado primer ministro junto con Nick Clegg como Deputy prime minister (vice primer ministro del Reino Unido).
Además de los tres partidos políticos principales, el Partido Unionista Democrático de Irlanda del Norte y el Partido Nacional Escocés secundaron en escaños obtenidos, ganando 8 y 6 parlamentarios respectivamente. Seguido de estos están el izquierdista republicano irlandés Sinn Féin con 5 escaños, el partido nacionalista de Gales Plaid Cymru con 3 escaños, el Partido Socialdemócrata y Laborista de Irlanda del Norte con 3 escaños, el Partido Verde de Inglaterra y Gales con 1 escaño y finalmente el Partido de la Alianza de Irlanda del Norte con apenas 1 parlamentario. Como parlamentarios independientes se cuentan al Speaker y a Sylvia Hermon que ganó su escaño en la circunscripción de North Down.
En cuanto a los votos obtenidos, el euroescepticismo del Partido de la Independencia del Reino Unido (UKIP) se alzó como el cuarto partido más votado con un 3,1% de los votos, aunque no ganó en ninguna circunscripción. El quinto partido votado fue el derechista Partido Nacional Británico con un 1,9% del voto popular, aunque tampoco ganó la mayoría simple en ninguna circunscripción que se necesita para ingresar al parlamento. 
En contraposición a estas situaciones se destaca al Partido del Frijol del Nuevo Milenio como el partido menos votado en las elecciones generales, liderado por el excéntrico galés Capitan Frijol (nacido como Barry Kirk), llegando al último puesto electoral con apenas 558 votos correspondiente al 0,0018% de la votación.
|                                                                       |
| Distorsión de mayorías entre el voto popular y los escaños obtenidos. |

|                                                                      |
| Mapa electoral distribuido propocionalmente a los escaños obtenidos. |

|                                                                                              |
| Mapa donde se ve la diferencia entre el voto a los Conservadores y el voto a los Laboristas. |

Resultados preliminares de las elecciones, a falta de que se realicen las elecciones en la circunscripción de Thirsk & Malton.
     Partidos con representación parlamentaria en la Cámara de los Comunes del Reino Unido.
| Partido - Líder       | Partido - Líder                                                    | Votos      | Votos | Votos | Escaños | Escaños | Escaños | Escaños |
| Partido - Líder       | Partido - Líder                                                    |            | %     | +/−   |         | +/−     | %       | +/−     |
| --------------------- | ------------------------------------------------------------------ | ---------- | ----- | ----- | ------- | ------- | ------- | ------- |
|                       | Partido Conservador - David Cameron                                | 10.806.015 | 36,4  | +3,7  | 306     | +108    | 47,1    | +17,3   |
|                       | Partido Laborista - Gordon Brown                                   | 8.606.517  | 29,0  | −6,2  | 258     | −97     | 39,7    | −15,4   |
|                       | Liberal Demócratas - Nick Clegg                                    | 6.836.248  | 23,0  | +1,0  | 57      | −5      | 8,8     | −1,0    |
|                       | Partido Unionista Democrático - Nigel Dodds                        | 168.216    | 0,6   | −0,3  | 8       | −1      | 1,2     | −0,2    |
|                       | Partido Nacional Escocés - Angus Robertson                         | 491.386    | 1,7   | +0,2  | 6       | −       | 0,9     | −       |
|                       | Sinn Féin                                                          | 171.942    | 0,6   | −     | 5       | −       | 0,8     | −       |
|                       | Plaid Cymru                                                        | 165.394    | 0,6   | −     | 3       | −       | 0,5     | +0,2    |
|                       | Partido Socialdemócrata y Laborista                                | 110.970    | 0,4   | −0,1  | 3       | −       | 0,5     | +0,2    |
|                       | Partido Verde de Inglaterra y Gales - Caroline Lucas               | 285.612    | 1,0   | −     | 1       | +1      | 0,2     | +0,2    |
|                       | Partido de la Alianza de Irlanda del Norte                         | 42.762     | 0,1   | −     | 1       | +1      | 0,1     | +0,1    |
|                       | Speaker y Candidatos independientes                                | 98.206     | 0,3   | −     | 2       | -2      | 0,3     | -       |
|                       | Partido de la Independencia del Reino Unido - Lord Malcolm Pearson | 919.471    | 3,1   | +0,9  | −       | −       | 0,0     | −       |
|                       | Partido Nacional Británico - Nick Griffin                          | 564.321    | 1,9   | +1,2  | −       | −       | 0,0     | −       |
|                       | Partido de los Demócratas Ingleses - Robin Tilbrook                | 64.826     | 0,2   | +0,1  | −       | −       | 0,0     | −       |
|                       | Coalición de Respeto y La Unidad - George Galloway                 | 33.251     | 0,1   | −0,2  | −       | −1      | 0,0     | −0,1    |
|                       | Voz Unionista Tradicional - Jim Allister                           | 26.300     | 0,1   | +0,1  | −       | −       | 0,0     | −       |
|                       | Partido Cristiano - Jeff Green                                     | 18.622     | 0,1   | +0,1  | –       | –       | 0,0     | –       |
|                       | Preocupados independientes por la Salud - Richard Taylor           | 16.150     | 0,1   | –     | –       | −1      | 0,0     | –       |
|                       | Coalición Socialista y Sindicalista - Dave Nellist                 | 11.913     | 0,0   | –     | –       | –       | 0,0     | –       |
|                       | Frente Nacional - Ian Edward                                       | 10.784     | 0,0   | –     | –       | –       | 0,0     | –       |
|                       | Partido del Monster Raving Loony - Howling Laud Hope               | 7.510      | 0,0   | –     | –       | –       | 0,0     | –       |
|                       | Partido Socialista Laborista - Arthur Scargill                     | 7.196      | 0,0   | –0,1  | –       | –       | 0,0     | -       |
|                       | Partido Liberal - Steve Radford                                    | 6.781      | 0,0   | –0,1  | –       | –       | 0,0     | -       |
|                       | Voz del Pueblo de Blaenau Gwent - Dai Davies                       | 6.458      | 0,0   | –     | –       | –1      | 0,0     | -       |
|                       | Alianza de Pueblos Cristianos - Sid Cordle                         | 6.276      | 0,0   | –     | –       | –       | 0,0     | -       |
|                       | Mebyon Kernow - Dick Cole                                          | 5.379      | 0,0   | –     | –       | –       | 0,0     | -       |
|                       | Independientes de Lincolnshire - Marianne Overton                  | 5.311      | 0,0   | –     | –       | –       | 0,0     | -       |
|                       | Alternativa Socialista - Peter Taaffe                              | 3.298      | 0,0   | –     | –       | –       | 0,0     | -       |
|                       | Verdad - Stuart Wheeler                                            | 3,233      | 0,0   | –     | –       | –       | 0,0     | -       |
|                       | Partido Socialista Escocés - Colin Fox                             | 3,157      | 0,0   | –0.1  | –       | –       | 0,0     | -       |
|                       | El Pueblo antes que los Beneficios                                 | 2,936      | 0,0   | –     | –       | –       | 0,0     | -       |
|                       | Alianza por un Socialismo Verde - Mike Davies                      | 1,581      | 0,0   | –     | –       | –       | 0,0     | -       |
|                       | Partido Socialdemócrata - Peter Johnson                            | 1,551      | 0,0   | –     | –       | –       | 0,0     | -       |
|                       | Partido Pirata del Reino Unido - Laurence Kaye                     | 1,348      | 0,0   | –     | –       | –       | 0,0     | -       |
|                       | Partido del Sentido Común - Howard Thomas                          | 1,173      | 0,0   | –     | –       | –       | 0,0     | -       |
|                       | Tendencia Primera                                                  | 1,078      | 0,0   | –     | –       | –       | 0,0     | -       |
|                       | Partido Comunista Británico - Robert Griffiths                     | 947        | 0,0   | –     | –       | –       | 0,0     | -       |
|                       | Partido Laborista Democrático - Brian Powell                       | 842        | 0,0   | –     | –       | –       | 0,0     | -       |
|                       | Partido por la Independencia de Inglaterra                         | 803        | 0,0   | –     | –       | –       | 0,0     | -       |
|                       | Partido Nacionalista Democrático                                   | 753        | 0,0   | –     | –       | –       | 0,0     | -       |
|                       | Partido por Salvar el Hospital King George                         | 746        | 0,0   | –     | –       | –       | 0,0     | -       |
|                       | Trabajadores Revolucionarios - Sheila Torrance                     | 738        | 0,0   | –     | –       | –       | 0,0     | -       |
|                       | Partido de la Paz - John Morris                                    | 737        | 0,0   | –     | –       | –       | 0,0     | -       |
|                       | Partido de la Protección Animal - Keith Mann                       | 675        | 0,0   | –     | –       | –       | 0,0     | -       |
|                       | Movimiento Cristiano para Gran Bretaña                             | 598        | 0,0   | –     | –       | –       | 0,0     | -       |
|                       | Partido del Frijol del Nuevo Milenio - Capitán Frijol              | 558        | 0,0   | –     | –       | –       | 0,0     | -       |
|                       | Total                                                              | 29.687.604 | 100,0 |       | 650     |         | 100,0   |         |
| Inscritos             | Inscritos                                                          | 45.597.461 |       |       |         |         |         |         |
| Participación         | Participación                                                      | 65,1 %     |       |       |         |         |         |         |
| Fuente: UK Parliament |                                                                    |            |       |       |         |         |         |         |

### Distribución por votos
| 36.1          | 23.0    | 29.0       | 3.1  | ' | ' | ' | ' | ' | ' | ' | ' | ' |
| Conservadores | LibDems | Laboristas | UKIP | ' | ' |   |   |   |   |   |   |   |

### Distribución por escaños
| 306           | 57      | 258        |  |  |  |  |  |  |  |  |
| Conservadores | LibDems | Laboristas |  |  |  |  |  |  |  |  |